# Geuze
Geuze, ook aangeduid met de Franse spelling gueuze, is een biersoort die ontstaat door het mengen van jonge en oude lambieken en deze te laten nagisten op fles, soms nog jarenlang. Het mengen van die bieren wordt steken genoemd. Het is een bierbereidingswijze uit het Pajottenland en de Zennevallei.
Geuze is een matgouden tot amberkleurige, parelende drank met een complexe zurige tot zurig bittere smaak en compostachtige zure geur. Het heeft een alcoholpercentage van 5% à 8% en er blijft ongeveer 0,2% suiker over na de tweede gisting.

## Oorsprong van de naam

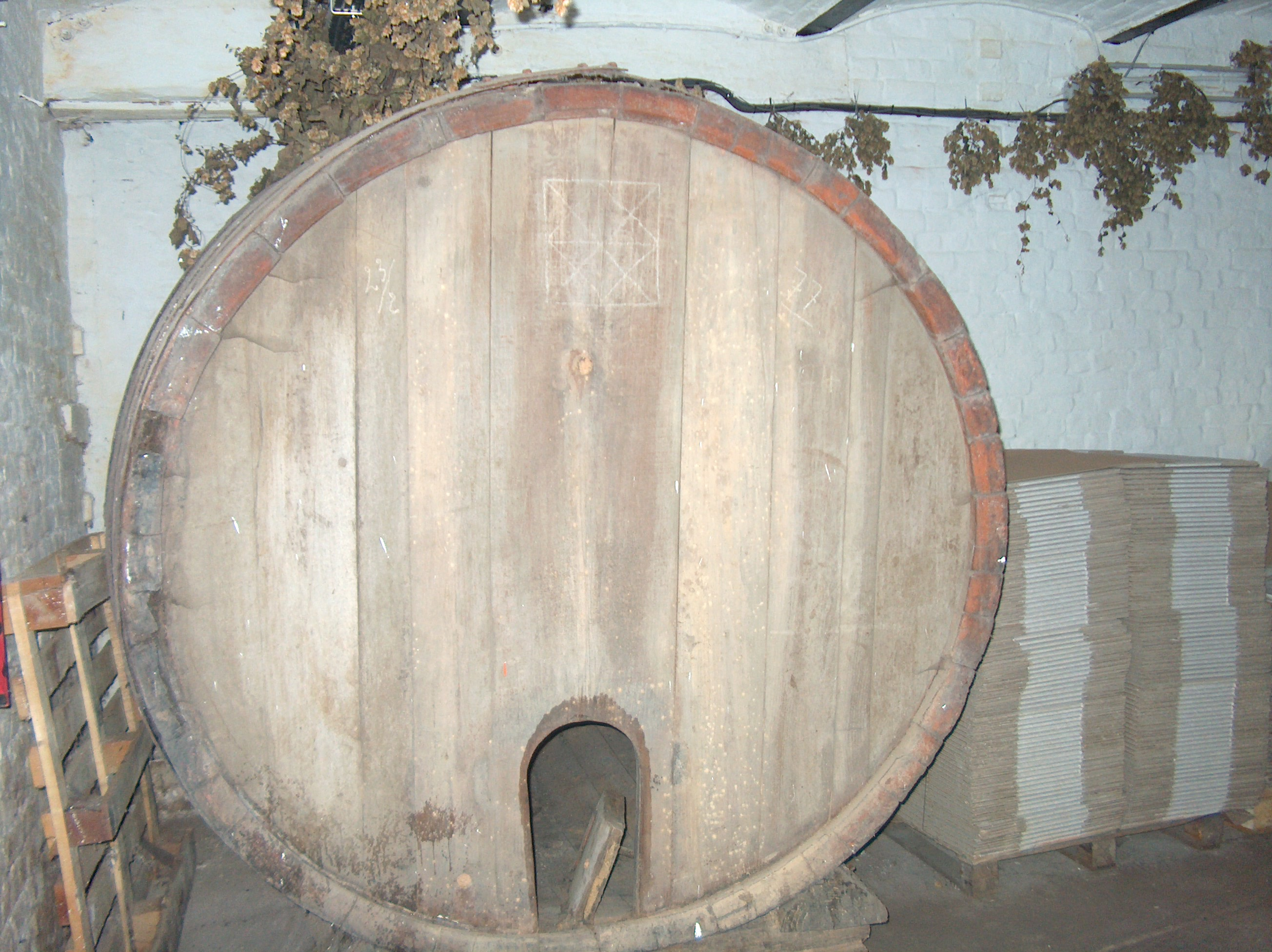
Een steekvat om geuze te steken uit lambiek

Over de oorsprong van de naam geuze bestaan verschillende, uiteenlopende theorieën. In de 19e eeuw werd de naam geuze(n)lambiek algemeen gebruikt voor een bepaalde lambieksoort. Hierin kan het woord 'geuze(n)' betrekking hebben op een toponiem ofwel op een bijnaam. Beide gevallen gaan terug naar hetzelfde woord Geus. Gezien de originele geuzenlambiek een bier was dat in vaten werd bewaard en er reeds in de 17e eeuw en de 18e eeuw bier op flessen werd getrokken is het waarschijnlijk dat zoals de gewone lambiek ook geuzenlambiek op flessen werd getrokken zoals facturen van de Brouwerij Winderickx (Dworp) uit 1893 en van de Brouwerij De Boeck (Koekelberg) uit 1901 vermelden. De Boeck vermeldt Lambic Gueuse très vieux en bouteilles. Tot een eind in de 20e eeuw werd de term geuzelambiek ook gebruikt voor het bier op flessen, maar uit gemakzucht werd dat in het taalgebruik afgekort tot geuze. In het begin van de 19de eeuw werd in Brussel de champagne ontdekt en in grote hoeveelheden geconsumeerd. De lege flessen waren verloren verpakking en waren een goedkoop alternatief voor hergebruik als flessen voor geuzelambiek omdat een gewone fles niet bestand was tegen een druk die kan oplopen tot 6 bar. Waarschijnlijk zou een Brusselse brouwerij op het idee gekomen zijn om de lege champagneflessen te vullen met geuzenlambik. Het is goed mogelijk dat een brouwer ooit een niet volledig uitgegist brouwsel op flessen trok en nadien vaststelde dat een goed uitgeklaard, parelend bier ontstond met een mooie schuimkraag op. Het procedé verspreidde zich over de Zennevallei en het Pajottenland. Ook in het buitenland kende geuzenlambiek succes. Dat blijkt een klein artikel in de krant L’Indépendance Belge van 18 oktober 1844 over de sultan Abdul Medjid die het nieuwe bier zo lekker vindt dat hij 200 flessen "gueuze-lambick" koopt en naar Constantinopel laat sturen. Op de wereldtentoonstelling van 1888 verwierf het bier bekendheid bij het gewone volk.

## Oude Geuze
Om het verschil met industriële varianten aan te geven gebruiken de meeste makers van traditionele geuze voor hun product de benaming Oude Geuze. Een aantal geuzeproducenten zijn verenigd in de Hoge Raad voor Ambachtelijke Lambiekbieren (HORAL).
De naam 'Oude Geuze' is wettelijk beschermd. Hij mag enkel gebruikt worden als een mengsel gemaakt wordt van 100% oude lambiek van spontane gisting met een gewogen gemiddelde leeftijd van ten minste één jaar en waarvan het oudste gedurende minstens drie jaar in houten vaten heeft gerijpt. Er kunnen geen zoetmiddelen worden toegevoegd aan het eindproduct. Oude geuze en geuze zijn door Europa erkende en beschermde gegarandeerde traditionele specialiteiten. Voordien was het door het Vlaams Centrum voor Agro- en Visserijmarketing (de VLAM) reeds erkend als streekproduct.

## Bewaren en schenken van Oude Geuze

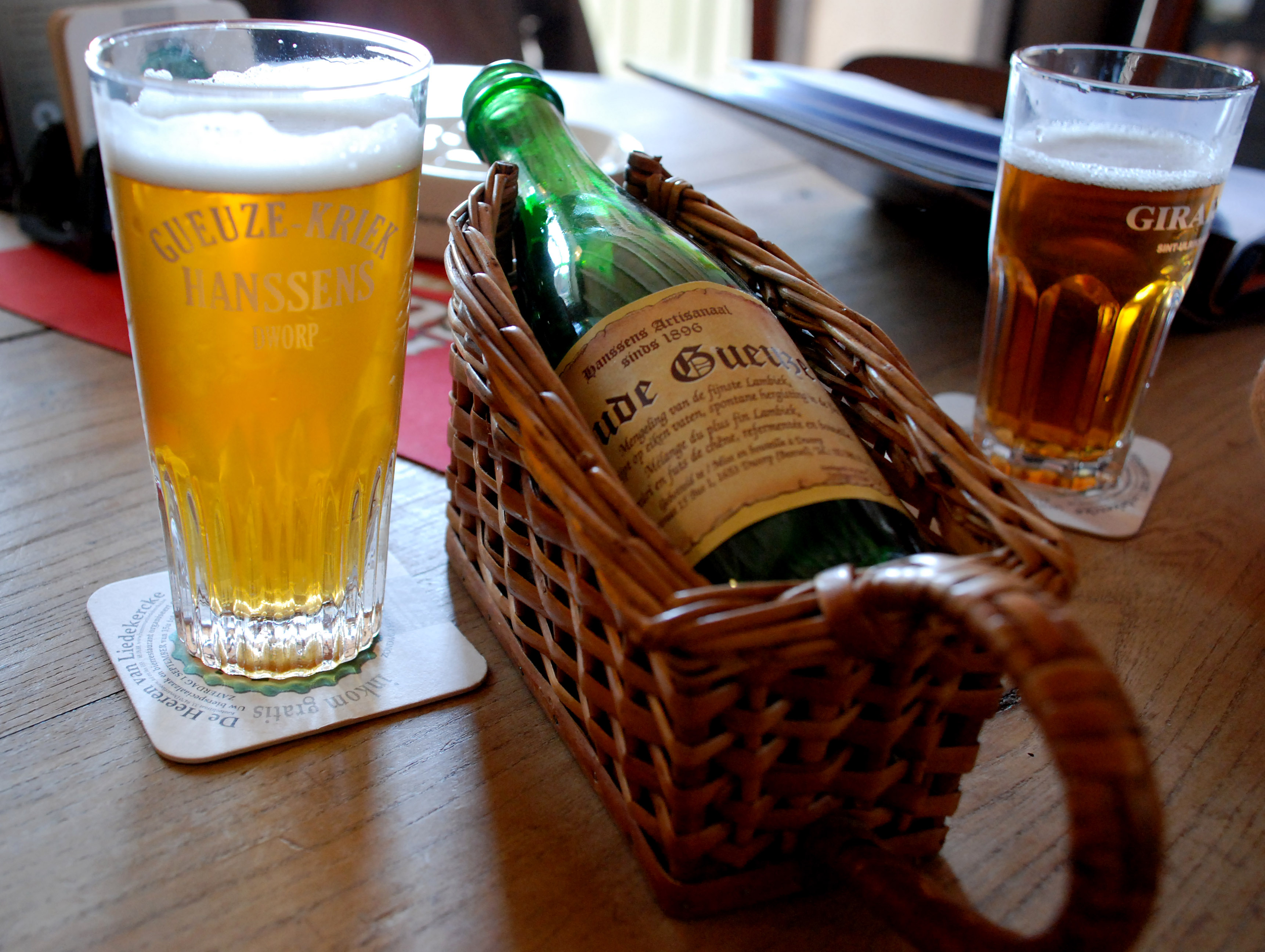
Een fles Oude Geuze liggend in een schenkmand

Oude geuze wordt, zoals wijn, het best liggend bewaard, om te beletten dat de kurk uitdroogt, waardoor brokstukjes in het bier kunnen vallen, en de kurk verschrompelt, waardoor er gas uit de fles kan ontsnappen. Sinds het gebruik van champagnekurken is het risico beperkt.

## Glas
Een geuzeglas is een glas met inkepingen aan het onderste derde van het glas, vroeger bestonden er zelfs glazen met geslepen inkepingen, omdat geuze toen beschouwd werd als een luxebier, in tegenstelling tot lambiek dat door het gewone volk werd gedronken uit een eenvoudig glas. Normaal heeft een geuzeglas een stevige bodem omdat er vroeger suiker in werd gestampt met een "geuzestamper" (dialect: stoemper), een praktijk voornamelijk toegepast door dames die de zurige smaak van geuze niet waardeerden.

## Industriële varianten
In vroegere tijden werd geuze vaak gemengd met een beetje suiker vlak voordat het gedronken werd. Indien een lambiek al bij botteling wordt aangezoet, heet deze een faro. Om aan de behoefte aan zoetere bieren tegemoet te komen ontwikkelden er zich sinds de jaren 50 van de 20e eeuw industriële varianten. De lambiek ondergaat geen gisting op houten vaten maar wel in inox-vaten met daarin houtpellets waarna het brouwsel gefilterd wordt en er evenmin nagisting op fles plaatsvindt. Bij deze varianten wordt de ongewenste zurige smaak grotendeels ongedaan gemaakt door de toevoeging van artificiële zoetstoffen. Suiker toevoegen wordt hierbij niet gedaan, om verder gisten te voorkomen. Achteraf wordt koolzuurgas toegevoegd. Het wordt verkocht als "gefilterde geuze". Een traditionele geuze smaakt meer plat en opdringerig zuur, en is zwaarder in alcoholgehalte.

## Brouwerijen en stekerijen

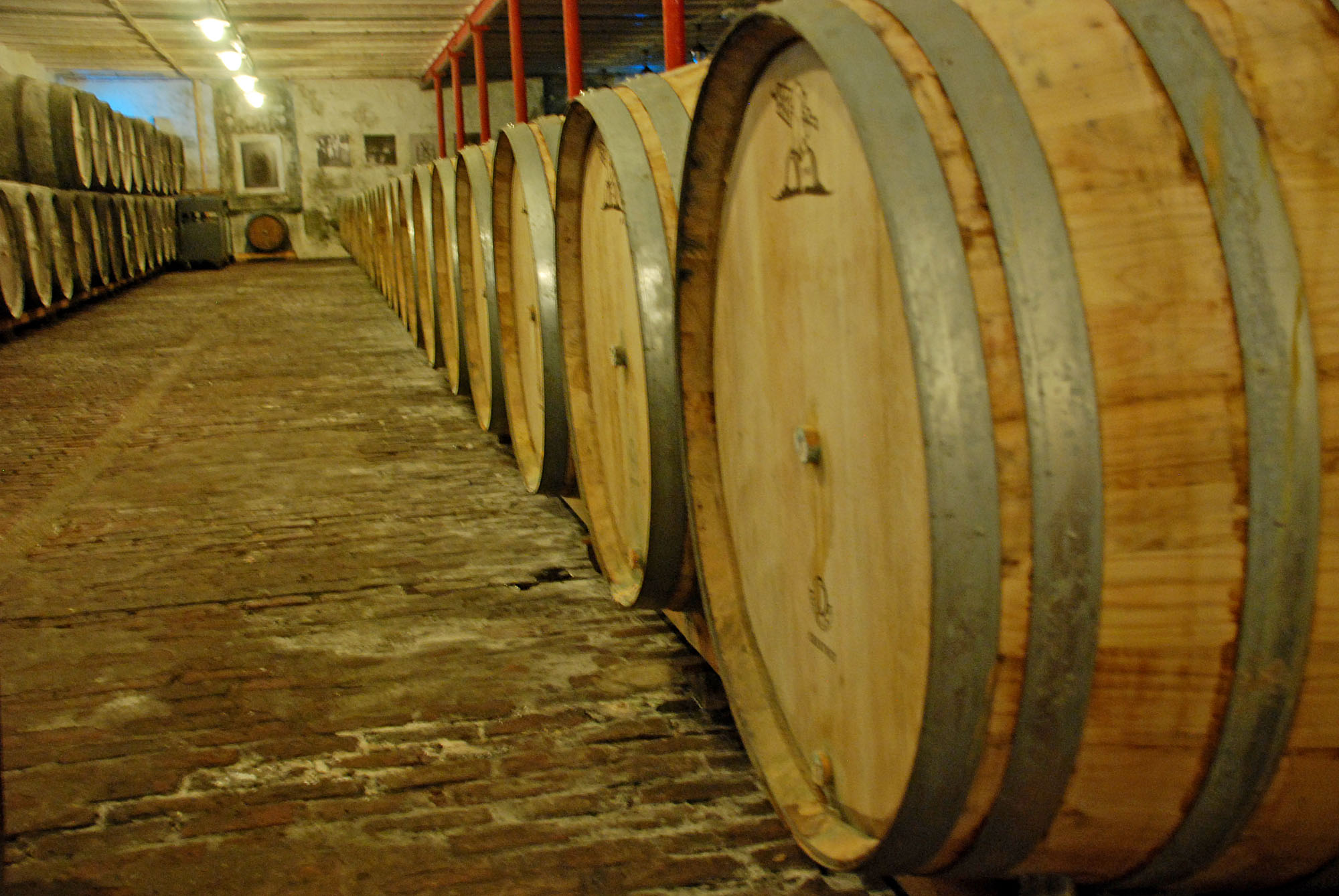
Tonnenmagazijn Brouwerij Timmermans

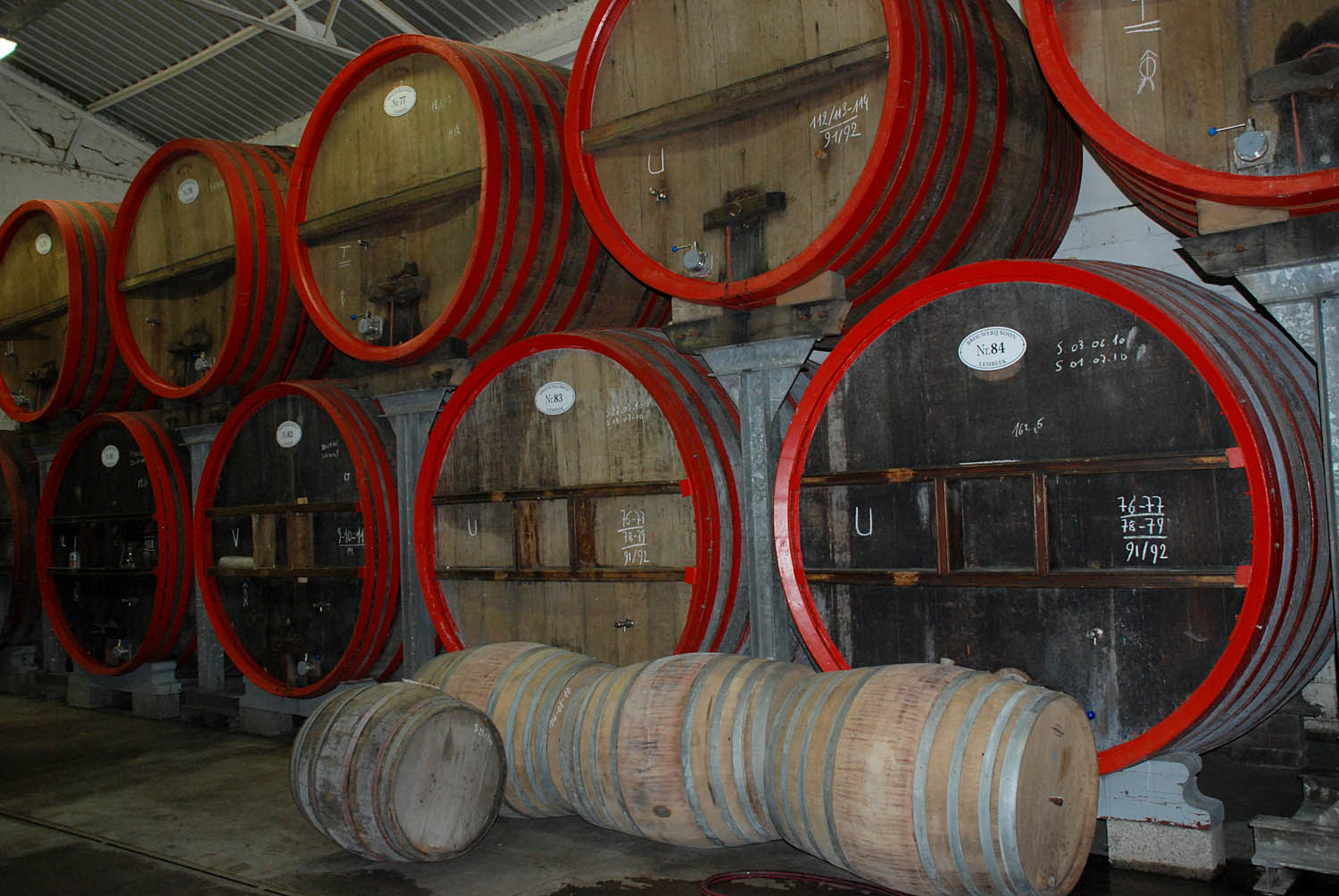
Tonnenmagazijn Brouwerij Boon

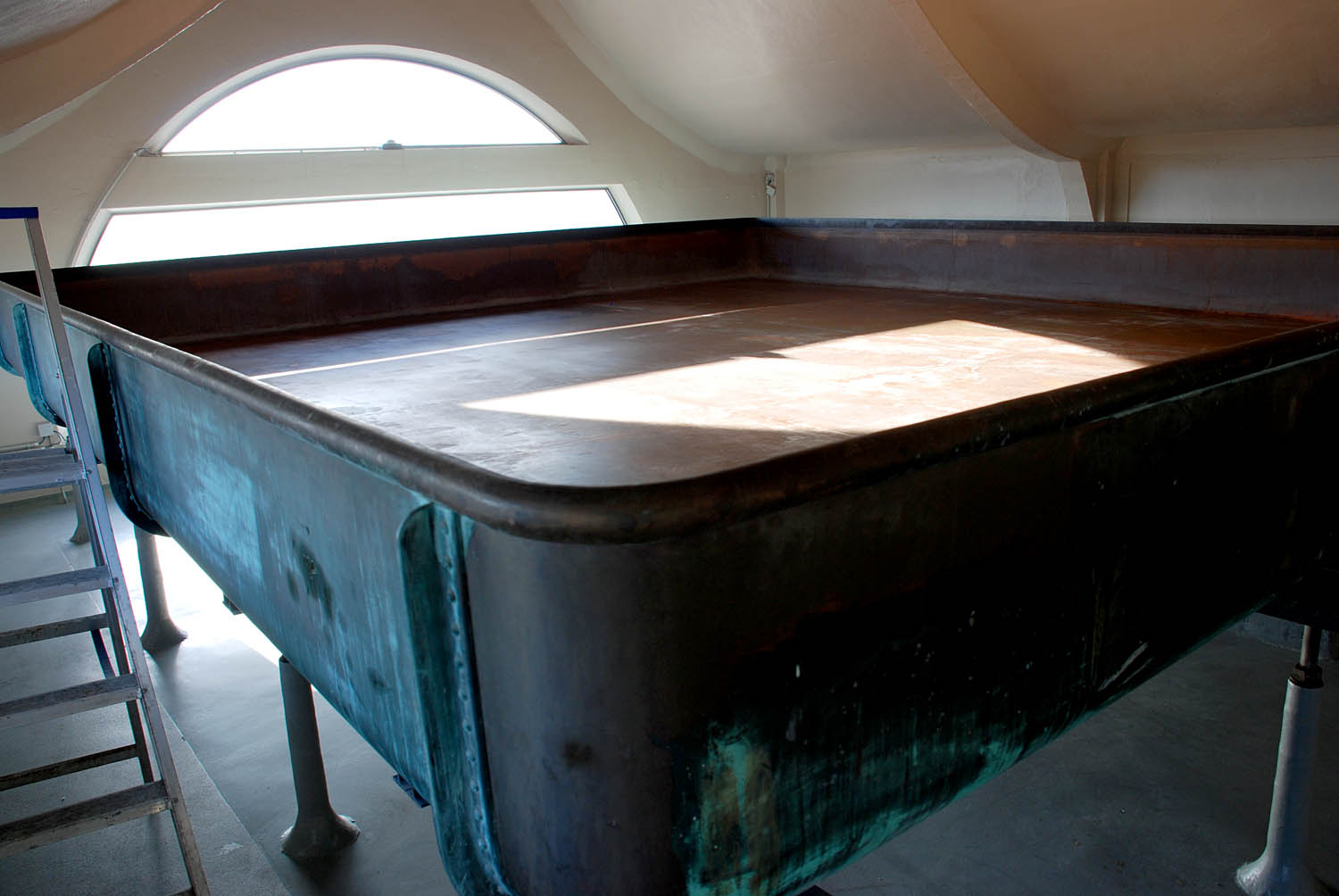
Open koelschip in Brouwerij Omer Vander Ghinste, Bellegem

### Lambiekbrouwerijen
- Brouwerij Angerik, Dilbeek (brouwt lambiek onder de merknaam Cuvée Kluysbosch)
- Brouwerij Belle Vue, Sint-Pieters-Leeuw (behorende tot de groep AB Inbev)
- Brouwerij Boon, Lembeek (Familiebedrijf en lid van HORAL)
- Brussels Beer Project, Brussel (Anderlecht)[8]
- Brouwerij Bobbi, Ittre
- Brouwerij Cantillon, Brussel (Anderlecht)
- Brouwerij Den Herberg, Buizingen (lid van HORAL)
- Brouwerij De Troch, Wambeek (lid van HORAL)
- Brouwerij 3 Fonteinen, Beersel (voormalig lid van HORAL)
- Brouwerij Eylenbosch, Zellik[9]
- Brouwerij Girardin, Sint-Ulriks-Kapelle (voormalig lid van HORAL)
- Lambiek Fabriek, Sint-Pieters-Leeuw (eigen lambiek wordt gebrouwen in andere brouwerijen) (lid van HORAL)
- Brouwerij Kestemont, Sint-Gertrudis-Pede
- Brouwerij Lindemans, Vlezenbeek (lid van HORAL)
- Brouwerij Mort Subite, Kobbegem (behorende tot de groep Heineken nv en lid van HORAL)
- Brouwerij Oud Beersel, Beersel (eigen lambiek wordt gebrouwen bij Brouwerij Boon) (lid van HORAL)
- Brouwerij Timmermans, Itterbeek (behorende tot de groep John Martin en lid van HORAL)
- Gueuzerie Tilquin, Bierghes (lid van HORAL)

### West-Vlaamse Lambikbrouwers
- Brouwerij Omer Vander Ghinste Bellegem
- Brouwerij Van Honsebrouck, Ingelmunster

### Geuzestekers
- Geuzestekerij De Cam, Gooik (lid van HORAL)
- Hanssens Artisanaal, Dworp (lid van HORAL)
- Restaurant De Smidse, Alsemberg
- Geuzestekerij Boerenerf Eylenbosch, Huizingen (lid van HORAL)

## Voetnoten
1. ↑  De Wolf 1992.
2. ↑  In een beschrijving door vrederechter J. Maeck blijkt in een boerderij-herberg o.a. aanwezig te zijn volgende dranken op vat: jenever, drankbier, bruinbier, lambiek en geuzelambiek.[1]
3. ↑  Cels 1992, p. 51.
4. ↑  Juridische bescherming | Hoge Raad voor Ambachtelijke Lambiekbieren HORAL. www.horal.be. Gearchiveerd op 29 september 2022. Geraadpleegd op 30 augustus 2022.
5. ↑  Verordening (EG) nr. 1204/2008 van de Commissie van 3 december 2008 betreffende de opneming van bepaalde benamingen in het register van gegarandeerde traditionele specialiteiten als bedoeld in Verordening (EG) nr. 509/2006 van de Raad inzake gegarandeerde traditionele specialiteiten voor landbouwproducten en levensmiddelen (Gecodificeerde versie)
6. ↑  Europese kwaliteitssystemen: Landbouwproducten en levensmiddelen. Departement Landbouw & Visserij (29 augustus 2008). Geraadpleegd op 4 september 2024.
7. ↑  Streekproduct.be - Lambiek, Geuze-Lambiek, Geuze. www.streekproduct.be. Gearchiveerd op 24 september 2015. Geraadpleegd op 4 september 2024.
8. ↑  VRT NWS, Brussel krijgt voor het eerst in 50 jaar nieuwe lambiekbrouwerij. vrtnws.be (3 december 2021). Gearchiveerd op 16 juli 2023. Geraadpleegd op 4 september 2024.
9. ↑  Persinfo, Eylenbosch lanceert Oude Gueuze en Oude Kriek. www.persinfo.org. Gearchiveerd op 5 december 2021. Geraadpleegd op 4 september 2024.